# Ross 128 b
Ross 128 b – planeta pozasłoneczna typu ziemskiego okrążająca gwiazdę Ross 128. Została odkryta metodą pomiaru zmian prędkości radialnej. Jej gwiazda jest jedną z gwiazd położonych najbliżej Słońca, tym samym Ross 128 b należy do najbliższych znanych planet pozasłonecznych.

## Nazwa
Nazwa planety pochodzi od nazwy gwiazdy, którą ciało to okrąża. Mała litera „b” oznacza, że jest to pierwsza odkryta planeta okrążająca tę gwiazdę.

## Odkrycie
Od 2005 do 2016 roku spektrograf HARPS (ang. High Accuracy Radial velocity Planet Searcher) działający w Europejskim Obserwatorium Południowym rejestrował zmiany prędkości radialnej Rossa 128, wywołane przyciąganiem planety. Dane zostały uzupełnione przez pomiary fotometryczne programu All Sky Automated Survey i z misji K2 Teleskopu Keplera. Niewielka odległość planety od gwiazdy sprawia, że planeta jest łatwiejsza do wykrycia, ale z drugiej strony małe natężenie światła gwiazdy utrudnia precyzyjny pomiar.
Niejednorodności emisji światła z fotosfery gwiazdy, takie jak plamy gwiazdowe, mogą być pomylone z sygnałem pochodzącym od planety, ale już wcześniejsze badania wskazywały, że okres obrotu Rossa 128 jest długi, rzędu stu dni. Planeta Ross 128 b obiega gwiazdę dziesięciokrotnie szybciej.

## Charakterystyka

### Masa i orbita
Masa minimalna tej planety to około 1,4 masy Ziemi, co wskazuje, że jest to najprawdopodobniej planeta typu ziemskiego. Krąży ona w odległości zaledwie 0,08 jednostki astronomicznej od gwiazdy (ok. 12 milionów kilometrów) i jej okres orbitalny wynosi 9,9 ziemskiego dnia. Obserwacje teleskopu Keplera wskazują z wysokim poziomem ufności, że planeta ta nie przechodzi przed tarczą gwiazdy.

### Gwiazda centralna
Ross 128 to czerwony karzeł, gwiazda znacznie słabsza i chłodniejsza od Słońca. Temperatura fotosfery gwiazdy to około 3190 K, jej jasność to około 0,36% jasności Słońca. Ma ona masę równą zaledwie 17% masy Słońca i promień równy 20% promienia Słońca.
Czerwone karły często cechują silne rozbłyski, które zwiększają strumień promieniowania ultrafioletowego i rentgenowskiego docierający do planet i mogą powodować erozję atmosfery. Ross 128 jest pod tym względem gwiazdą spokojną, mniej aktywną magnetycznie niż Proxima Centauri, TRAPPIST-1 i inne pobliskie czerwone karły z planetami w ekosferach.

## Klimat i warunki na powierzchni
Planeta otrzymuje obecnie 1,38 razy więcej energii niż dociera do Ziemi. W zależności od albedo, temperatura równowagowa jej powierzchni zawiera się od −60 do 20 °C. Współczynnik podobieństwa do Ziemi planety b ma bardzo wysoką wartość, równą 0,86.
Nie ma pewności, czy na jej powierzchni może istnieć woda w stanie ciekłym, gdyż zależy to od albedo planety, występowania atmosfery i chmur w niej. Tym niemniej zakres temperatur dopuszcza taką możliwość. Niska aktywność gwiazdy sprawia, że Ross 128 b oferuje lepsze możliwości dla potencjalnego życia niż bliższa Słońcu Proxima Centauri b.

## Perspektywy obserwacyjne
Planeta została odkryta poprzez analizę zmian prędkości radialnej gwiazdy, a nie zaobserwowana bezpośrednio. Nie przechodzi ona też przed tarczą gwiazdy. Pomimo tego, ze względu na niewielkie oddalenie od Układu Słonecznego, w przyszłości możliwe stanie się jej lepsze scharakteryzowanie i bezpośrednie obserwacje. Obliczona odległość kątowa od gwiazdy, równa 15 milisekund kątowych, pozwala na rozdzielenie obrazów obu ciał w zakresie widzialnym przez budowany Ekstremalnie Wielki Teleskop (ELT).